# Liste der Kulturgüter in Hauterive FR
Die Liste der Kulturgüter in Hauterive FR enthält alle Objekte in der Gemeinde Hauterive im Kanton Freiburg, die gemäss der Haager Konvention zum Schutz von Kulturgut bei bewaffneten Konflikten, dem Bundesgesetz vom 20. Juni 2014 über den Schutz der Kulturgüter bei bewaffneten Konflikten sowie der Verordnung vom 29. Oktober 2014 über den Schutz der Kulturgüter bei bewaffneten Konflikten unter Schutz stehen.
Objekte der Kategorien A und B sind vollständig in der Liste enthalten, Objekte der Kategorie C fehlen zurzeit (Stand: 1. Januar 2023).

## Kulturgüter
| Foto | | Objekt | Kat. | Typ | Standort                                         | Beschreibung |
| ---- | --- | --- | ---- | --- | ------------------------------------------------ | --- |
| BW   | Datei hochladen · Wikidata zu Châtillon-sur-Glâne, Siedlung aus der Eisenzeit (Q29479179)                                   | Châtillon-sur-Glâne, eisenzeitliche Siedlung / Châtillon-sur-Glâne, station de l’âge du fer KGS-Nr.: 02272                                                                                   | A    | F   | Route de Fribourg 576210 / 181380                | |
| ja   | Datei hochladen · Wikidata zu Kloster Hauterive (Q444740)                                                                   | Zisterzienserabtei Hauterive / Abbaye cistercienne d’Hauterive KGS-Nr.: 02273 | A    | G   | Chemin de l’Abbaye 17–19 575487 / 179252         | Umfasst Pförtnerhaus und Gasthaus, ehemalige Kapelle Saint-Loup, Kirche, Kreuzgang und Abteigebäude, Scheune, Schmiede und Mühle. |
| ja   | Datei hochladen · Wikidata zu Brücke und Kapelle Sainte-Apolline - Teil Hauterive (Q123989095)                              | Brücke und Kapelle Sainte-Apolline KGS-Nr.: 02274 | A    | G   | Chemin de Sainte-Apolline 1 575403 / 181510      | Die Brücke liegt hälftig auf dem Gemeindegebiet von Villars-sur-Glâne (KGS-Nr. 10500)                                             |
| ja   | Datei hochladen · Wikidata zu Votivkapelle Le Sacré-Cœur (Q29479178)                                                        | Votivkapelle Le Sacré-Cœur / Chapelle votive du Sacré-Coeur KGS-Nr.: 02275 | A    | G   | Posieux, Route de Matran 29 573742 / 179076      | |
| ja   | Datei hochladen · Wikidata zu Glânebrücke (Q29479180)                                                                       | Glânebrücke KGS-Nr.: 10501 | A    | G   | Route de la Glâne 576147 / 181576                | Objekt liegt hälftig auf dem Gemeindegebiet von Villars-sur-Glâne (KGS-Nr. 2346)                                                  |
| BW   | Datei hochladen · Wikidata zu Landhaus des Landvogts Charles-Joseph de Werro und Kapelle Notre-Dame-Libératrice (Q29695380) | Landhaus des Landvogts Charles-Joseph de Werro und Kapelle Notre-Dame-Libératrice / Maison de campagne de l’avoyer Charles-Joseph de Werro et chapelle Notre-Dame-Libératrice KGS-Nr.: 13027 | B    | G   | Posieux, Route des Musées 45, 47 573962 / 180472 | |
| BW   | Datei hochladen · Wikidata zu Bauernhaus von Uldric Rossier (Q29695389)                                                     | Bauernahus von Uldric Rossier / Ferme d’Uldric Rossier KGS-Nr.: 13028 | B    | G   | Posieux, Route de Fribourg 82 573819 / 178889    | |